# Gamora
Gamora Zen Whoberi Ben Titan – fikcyjna postać, pojawiająca się w amerykańskich komiksach, wydawanych przez Marvel Comics. Została stworzona przez Jima Starlina. Pojawiła się po raz pierwszy w Strange Tales #180 (czerwiec 1975). Jest adoptowaną córką Thanosa i ostatnią ze swojego gatunku. Jej moce obejmują nadludzką siłę i zwinność oraz przyśpieszone samoleczenie. Jest także elitarną wojowniczką, która jest w stanie pokonać większość przeciwników w galaktyce. Jest członkiem Infinity Watch. W 2007 odegrała znaczącą rolę w komiksie Annihilation: Conquest i stała się członkiem Strażników Galaktyki.
Postać pojawiła się w filmach Strażnicy Galaktyki (2014), Strażnicy Galaktyki vol. 2 (2017), Avengers: Wojna bez granic (2018), Avengers: Koniec gry (2019), Strażnicy Galaktyki vol. 3 (2023).  Wcieliła się w nią Zoe Saldaña.

## Historia postaci
Gamora jest ostatnią z gatunku Zen-Whoberis, który został eksterminowany przez rasę obcych o nazwie Badoon (w oryginalnej linii czasowej gatunek został zniszczony przez Universal Church of Truth). Thanos znalazł ją jako dziecko i postanowił wykorzystać jako broń. Gamora została przez niego wychowana i wyszkolona, aby w przyszłości zabić Magusa, złą wersję Adama Warlocka. Thanos okazał jej niewiele życzliwości, jednak kobieta zachowała lojalność względem swojego przybranego ojca, który obiecał jej możliwość pomszczenia śmierci swojej rodziny. Zielonoskóra Gamora stała się biegła w sztukach walk, zyskując przydomek The Most Dangerous Woman In The Universe. Gdy była w wieku nastoletnim, Thanos zabrał ją na wycieczkę do Tartoonla #7. Jego przybrana córka nie była mu jednak posłuszna i wdała się w konflikt z grupą zbirów. Mimo znacznej przewagi liczebnej i umiejętności, została pokonana, a następnie zgwałcona przez napastników. Thanos znalazł ją na wpół martwą. Zamordował jej napastników i przywrócił ją do zdrowia, dzięki cybernetyce zwiększając jej umiejętności do nadludzkiego poziomu.
Jako dorosła, Gamora zostaje wysłana, aby zabić członków Universal Church of Truth. Zemściła się za zniszczenie swojej rasy, zabijając wszystkich zaangażowanych członków kościoła. Spotkała się i połączyła swoje siły z Adamem Warlockiem, który postanowił walczyć ze swoją przyszłą, złą jaźnią. Udało jej się zbliżyć do Magusa, jednak nie udało jej się go zabić. Wraz z Warlockiem, Thanosem i postacią o imieniu Pip the Troll, Gamora walczyła, aby uciec grupie o nazwie Black Knights, pochodzącej z Universal Church of Truth. Została przydzielona przez swojego przybranego ojca do ochrony Adama, jednak stała się podejrzliwa względem jego planów. Następnie została zaatakowana przez Draxa.
W końcu Magus został pokonany, jednak Thanos okazał się jeszcze większym zagrożeniem. Gamora pomagała Mar-Vellowi, Draxowi i Avengersom w walce z Thanosem. Gamora i Pip próbowali powstrzymać przybranego ojca kobiety przed zniszczeniem życia we wszechświecie. Niestety, przy próbie zabicia go, ona została śmiertelnie ranna, a umysł Pipa uległ destrukcji. Duet znalazł Adam, który został ostrzeżony przed Thanosem przez Gamorę. Mężczyzna ukrył jestestwo przyjaciół w Kamieniu Duszy. Gdy on sam zmarł, jego duch połączył się z nimi w świecie znajdującym się wewnątrz magicznego przedmiotu.